# Alberto Rougès

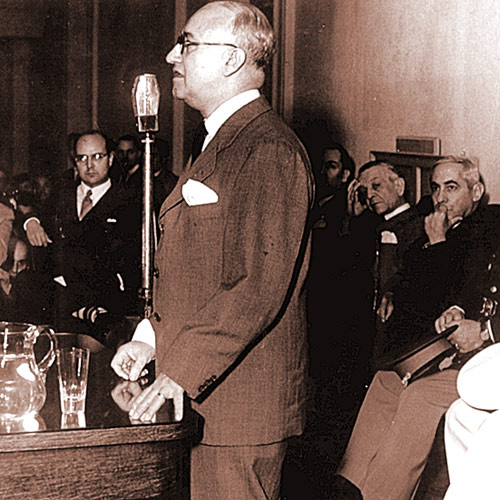
Alberto Rougés asume el rectorado de la Universidad Nacional de Tucumán. Año 1945.

Alberto Rougès (San Miguel de Tucumán, 23 de octubre de 1880 - 4 de mayo de 1945) fue un filósofo argentino, segundo hijo del matrimonio de León Rougès, pionero de la industria azucarera argentina y fundador del Ingenio Santa Rosa, y de Mercedes Mañán.
Huérfano desde muy corta edad, cursó estudios primarios en la escuela Normal de Tucumán, secundarios en el Colegio Nacional de esa ciudad, y universitarios en la Facultad de Derecho de la Universidad de Buenos Aires, en donde se graduó de abogado en 1905. Paradójicamente, Filosofía fue una de las materias en donde menos descolló como estudiante, pese a lo cual su tesis doctoral versó sobre esta disciplina: “La lógica de la acción y su aplicación al Derecho”.
Ya en su provincia fue designado Convencional Constituyente, interviniendo activamente en la confección de la Constitución de la Provincia de Tucumán de 1907. Asimismo comenzó a escribir como colaborador de la revista de Letras y Ciencias Sociales, convirtiéndose en poco tiempo en parte esencial de lo que luego fue llamado la “Generación del Centenario” de Tucumán.
Esta Generación estaba integrada por un núcleo de pensadores brillantes, todos amigos y parientes entre sí, y así también, a título ejemplificativo, el ensayista y Presidente de la Corte Suprema de Justicia de Tucumán, Juan Heller, era hermano de Mercedes Heller, casada a la vez con León Rougès (h). Julio López Mañán, otro de los integrantes de esta generación, era primo hermano -por ser hermanas sus madres- de Alberto Rougès. José Ignacio Araoz, Sisto Terán Nougués, Ernesto y José Padilla, otros de los integrantes de esta Generación, eran también parientes entre sí y de Alberto Rougès en grados no mucho más lejanos.
Pero quizá la afinidad espiritual y cultural más grande en esta generación, fue la que se dio entre Alberto Rougès y el también abogado y filósofo Juan B. Terán, fuertemente vinculados entre sí en razón de que sus respectivos hermanos menores, Marcos Rougès y María Hipólita Terán, estaban casados entre sí.

## Actuación Pública
Alberto Rougès rápidamente destacó en su provincia natal como industrial azucarero en la conducción del Ingenio de su familia. Pero su fuerte era cultivar el pensamiento, y en esa dirección publicó numerosos ensayos: “La filosofía que se ve”, “El filósofo de la contingencia”, “La ciencia que filosofa y la ciencia que no explica”, “La refutación kantiana del ideal problemático”, “Totalidades sucesivas”, “La vejez del espíritu”, “El poder del espíritu”, “La vida espiritual y la vida de la filosofía”, entre otros. Mientras tanto, participaba activamente en el grupo creador de la Universidad Nacional de Tucumán liderado por Juan B. Terán.
Además integró en su Provincia de Tucumán el Consejo Provincial de Educación, realizando una decidida campaña para la erradicación del analfabetismo, y constituida la Universidad Nacional de Tucumán, fue designado profesor de Filosofía, aunque declinó esa designación.
Fue uno de los más cercanos amigos y consejeros del sabio Miguel Lillo, y conjuntamente con Juan B. Terán, Ernesto Padilla, Adolfo Rovelli, Julio Prebisch, Rodolfo Schreiter, Sisto Terán Nougués, Antonio, Domingo y Alberto Torres, a su muerte y siguiendo su voluntad testamentaria, formaron una Comisión Asesora Vitalicia que es el origen de la actual Fundación Miguel Lillo, cuyo Centro Cultural lleva el nombre de Alberto Rougès.

## Obra filosófica
En 1943 publica su libro “Las jerarquías del Ser y la Eternidad”, la más conocida de sus obras, el único libro que fuera publicado por él en vida, y un resumen de su pensamiento filosófico que fragmentariamente estaba bosquejado en sus mencionados ensayos. Por él es que Alberto Rougès es con justicia considerado uno de los fundadores de la filosofía en Argentina, al punto tal que en una antología del pensamiento hispanoamericano aparecida en Washington en 1950, figura Alberto Rougès como uno de los doce grandes maestros orientadores del pensamiento de América, en donde es mencionado como “el filósofo más destacado que haya producido Hispanoamérica”. Tratándose de una evaluación subjetiva es posible coincidir o disentir con ella, pero evidentemente demuestra la influencia que en su época tuvo su pensamiento filosófico.
Fuertemente influenciado por Plotino y por Henri Bergson, Rougès distingue dos planos de la realidad, el acontecer físico y el acontecer espiritual, cuya principal diferencia es la mutabilidad del primero -una simple sucesión de instantes- y la inmutabilidad del último, visualizado por Rougès como una ampliación temporal que culmina en el espíritu más perfecto, Dios, en el cual la eternidad no es una sucesión de acontecimientos sino un presente eterno. El acontecer físico en Rougès es siempre un instante sin duración. La duración –e inclusive el tiempo- son considerados por él parte del mundo espiritual, que es el que le otorga profundidad temporal. Es el espíritu el que produce la supervivencia del pasado en el presente, anticipa el futuro, e inclusive permite reprocesar el pasado en función de lo ocurrido posteriormente. Estos conceptos son tomados por Carlos Cossio, que fuera su discípulo y ulteriormente autor de la Teoría Egológica del Derecho y uno de los más reconocidos filósofos del Derecho de Hispanoamérica.
La supervivencia del pasado y la anticipación del futuro en la vida espiritual, da origen en Rougès al concepto de las “totalidades sucesivas”, sucesivas ampliaciones del horizonte temporal, en las cuales el pasado, el presente y el futuro son indivisibles. Y es esa diferencia de horizonte temporal la que también marca las jerarquías del ser: “Todas las jerarquías del ser son jalones del camino a la eternidad, momentos dramáticos de una empresa divina”.
A lo largo de su vida, Rougès fue un prolífico escritor y ensayista, periodista, conferencista, consultor y corresponsal epistolar de las principales personalidades de la época, manteniendo con todos una sustancial correspondencia, que se encuentra recopilada en sus Obras Completas, de las que ya se editaron por iniciativa de la Fundación Miguel Lillo las siguientes “Alberto Rougès. Vida y pensamiento”; “Alberto Rougès. Correspondencia” y “Alberto Rougès. Ensayos”.

## Muerte
En 1945 fue elegido Rector  de la Universidad Nacional de Tucumán y habiéndose descompuesto en el momento de dar su discurso inaugural, falleció el 4 de mayo de 1945.